# Viktorivka (Lugansk)
Viktorivka, en ucraniano: Вікторівка, o Viktorovka en ruso: Викторовка es una localidad del raión de Popásnaya en el óblast de Lugansk.
- Datos: Q4111082